# Список трамвайних систем України
В цій статті міститься список міських трамвайних систем України, розташованих в хронологічному порядку за датою відкриття (незалежно від типу тяги). Червоним виділені закриті трамвайні системи.
Згідно з проведеним у 2024 році дослідженням ГО «Vision Zero», у 2023 році в Україні налічувалося 18 діючих трамвайних систем, з яких 5 перебували в тимчасовій окупації російськими військами. 13 систем на підконтрольній уряду України території складалися зі 106 маршрутів загальною протяжністю 2103 км.
Крім цього, в дослідженні виявили, що номінальна середня швидкість руху трамваїв у більшості міст України у 2023 році не відповідала мінімальним вимогам державних будівельних норм (ДБН Б.2.2-12:2019 «Планування та забудова територій») і становила 13,5 км/год (серед 13 проаналізованих міст).

## Список трамвайних систем
| №  | Назва                  | Дата відкриття  | Дата відкриття                   | Дата закриття | Зображення                                            | Примітки                                                          |
| -- | ---------------------- | --------------- | -------------------------------- | ------------- | ----------------------------------------------------- | ----------------------------------------------------------------- |
| 1  | Львів                  | кінна тяга      | 03.05.1880                       | 29.12.1908    |                                                       | 1000 мм                                                           |
| 1  | Львів                  | електрична тяга | 31.05.1894                       |               |                                                       | 1000 мм                                                           |
| 2  | Одеса                  | кінна тяга      | 20.07.1880                       | 1921          |                                                       | 1000 мм                                                           |
| 2  | Одеса                  | парова тяга     | 23.06.1881                       | -             |                                                       |                                                                   |
| 2  | Одеса                  | електрична тяга | 22.08.1907 (Люстдорф) 24.09.1910 |               | Перешито з 1000 мм на 1524 мм в період з 1934 по 1971 |                                                                   |
| 3  | Харків                 | кінна тяга      | 24.09.1882                       | 23.03.1919    |                                                       | 1000 мм                                                           |
| 3  | Харків                 | електрична тяга | 03.07.1906                       |               | Перешито з 1000 мм на 1524 мм в період з 1926 по 1934 |                                                                   |
| 4  | Київ                   | кінна тяга      | 11.08.1891                       | січень 1896   |                                                       | 1000 мм                                                           |
| 4  | Київ                   | парова тяга     | 24.02.1892                       | 1894          | 1524 мм                                               |                                                                   |
| 4  | Київ                   | бензинова тяга  | грудень 1911                     | 1941          | виключно на лівому березі                             |                                                                   |
| 4  | Київ                   | електрична тяга | 13.06.1892                       |               | з 30.12.1978 — швидкісний трамвай                     |                                                                   |
| 5  | Бердичів               | кінна тяга      | 05.08.1892                       | 1921          |                                                       |                                                                   |
| 6  | Дніпро                 | електрична тяга | 26.06.1897                       |               |                                                       | Перешито з 1000 мм на 1524 мм в період з 06.11.1932 по 15.08.1948 |
| 7  | Чернівці               | електрична тяга | 18.07.1897                       | 20.03.1967    |                                                       | 1000 мм                                                           |
| 8  | Кропивницький          | електрична тяга | 26.07.1897                       | 1944          |                                                       | 1000 мм                                                           |
| 9  | Миколаїв               | кінна тяга      | 26.07.1897                       | 1925          |                                                       |                                                                   |
| 9  | Миколаїв               | електрична тяга | 03.01.1915                       |               | Перешито з 1000 мм на 1524 мм в період з 1951 по 1971 |                                                                   |
| 10 | Севастополь            | електрична тяга | 29.08.1898                       | 1942          |                                                       | 1524 мм                                                           |
| 11 | Житомир                | електрична тяга | 22.08.1899                       |               |                                                       | 1000 мм                                                           |
| 12 | Кременчук              | електрична тяга | 11.12.1899                       | 1921          |                                                       | 1000 мм                                                           |
| 13 | Білгород-Дністровський | кінна тяга      | 07.06.1905                       | 1930          |                                                       | 1000 мм                                                           |
| 14 | Святогірськ            | кінна тяга      | 1911                             | 1918          |                                                       | 1524 мм                                                           |
| 14 | Святогірськ            | бензинова тяга  | 1930                             | 1941          |                                                       | 1524 мм                                                           |
| 15 | Вінниця                | електрична тяга | 28.10.1913                       |               |                                                       | 1000 мм                                                           |
| 16 | Євпаторія              | електрична тяга | 10.05.1914                       |               |                                                       | 1000 мм                                                           |
| 17 | Сімферополь            | електрична тяга | 13.08.1914                       | 30.11.1970    |                                                       | 1000 мм                                                           |
| 18 | Ніжин                  | кінна тяга      | 1915                             | 1927          |                                                       | 1524 мм                                                           |
| 19 | Макіївка               | електрична тяга | 23.11.1924                       | 30.08.2006    |                                                       | 1524 мм                                                           |
| 20 | Донецьк                | електрична тяга | 15.06.1928                       |               |                                                       | 1524 мм                                                           |
| 21 | Костянтинівка          | електрична тяга | 23.08.1931                       | 26.12.2016    |                                                       | 1524 мм                                                           |
| 22 | Єнакієве               | електрична тяга | 24.05.1932                       |               |                                                       | 1524 мм                                                           |
| 23 | Запоріжжя              | електрична тяга | 17.07.1932                       |               |                                                       | 1524 мм                                                           |
| 24 | Горлівка               | електрична тяга | 07.11.1932                       |               |                                                       | 1524 мм                                                           |
| 25 | Маріуполь              | електрична тяга | 01.05.1933                       | 02.03.2022    |                                                       | 1524 мм                                                           |
| 26 | Луганськ               | електрична тяга | 01.05.1934                       | 15.07.2014    |                                                       | 1524 мм                                                           |
| 27 | Кривий Ріг             | електрична тяга | 02.01.1935                       |               |                                                       | 1524 мм                                                           |
| 28 | Керч                   | електрична тяга | 07.11.1935                       | листопад 1941 |                                                       | 1524 мм                                                           |
| 28 | Керч                   | парова тяга     | 29.12.1941                       | травень 1942  |                                                       | 1524 мм                                                           |
| 29 | Кам'янське             | електрична тяга | 27.11.1935                       |               |                                                       | 1524 мм                                                           |
| 30 | Кадіївка               | електрична тяга | 15.02.1937                       | 01.10.2008    |                                                       | 1524 мм                                                           |
| 31 | Краматорськ            | електрична тяга | 12.05.1937                       | 01.08.2017    |                                                       | 1524 мм                                                           |
| 32 | Дружківка              | електрична тяга | 05.12.1945                       |               |                                                       | 1524 мм                                                           |
| 33 | Конотоп                | електрична тяга | 25.12.1949                       |               |                                                       | 1524 мм                                                           |
| 34 | Вуглегірськ            | електрична тяга | 10.11.1958                       | 28.06.1980    |                                                       | 1524 мм                                                           |
| 35 | Авдіївка               | електрична тяга | 23.08.1965                       | 01.01.2017    |                                                       | 1524 мм                                                           |
| 36 | с. Молочне             | електрична тяга | 18.08.1989                       | 01.09.2014    |                                                       | 1000 мм                                                           |